# Fipronil
Fipronil es un insecticida de amplio espectro que pertenece a la familia de los fenilpirazoles. Fipronil interrumpe el sistema nervioso central de los insectos mediante el bloqueo de los canales del Ácido γ-aminobutírico y glutamato  (GluCl). Esto causa una hiperexcitación en los nervios y músculos de los insectos contaminados. La efectividad de Fipronil contra los insectos se cree debida a su gran afinidad por el Receptor GABA de los insectos en comparación con los mamíferos y sus efectos en los canales GluCl, los cuales no existen en los mamíferos.
Debido a su efectividad en gran número de plagas, Fipronil es utilizado a menudo como componente activo de antipulgas para mascotas y antiplagas domésticas así como fumigación de cultivos de maíz, campos de golf, etc. Su uso extensivo debe de ser objeto de atención, mediante observaciones en efectos secundarios nocivos en humanos o ecosistemas.
Un escándalo alimentario que afectó a Europa en 2017, fue el de los huevos contaminados con fipronil.